# Atemschutz-Notfall-Trainierte-Staffel
Die  Atemschutz-Notfall-Trainierte-Staffel (A.N.T.S.) ist eine Einheit von speziell ausgebildeten Feuerwehrleuten, die sich bei mehreren verschiedenen Feuerwehren in Deutschland etabliert hat. Ziel der Einheit ist die effektive Rettung verunfallter Atemschutzgeräteträger unter extremen Einsatzbedingungen.

## Geschichte
Das Konzept der A.N.T.S wurde aus der Notwendigkeit heraus entwickelt, im Brand- oder Gefahreneinsatz Atemschutzgeräteträger schnell und professionell retten zu können, wenn diese selbst in Not geraten. Besonders bei Innenangriffen unter Atemschutz besteht ein hohes Risiko für Hitzeerschöpfung, Orientierungslosigkeit oder technische Defekte am Atemschutzgerät. Die Erfahrungen aus vergangenen Einsätzen zeigten, dass eine speziell geschulte Einheit mit Fokus auf die Rettung eigener Einsatzkräfte von essenzieller Bedeutung sein kann.
Die ersten Konzepte entstanden in den 2000er-Jahren bei der Berliner Berufsfeuerwehr, teils in Anlehnung an die bereits existierenden Rapid Intervention Teams (RIT) aus England und den USA. Seither wurde das Modell weiterentwickelt und an die Bedingungen der deutschen Feuerwehrstrukturen angepasst.

## Beschreibung

### Aufgaben und Einsatzspektrum
Die Hauptaufgabe der A.N.T.S ist die Durchführung von Notfallrettungen bei Atemschutzunfällen. Dazu zählen:
- Lokalisierung und Rettung verunglückter Atemschutzgeräteträger
- Durchführung erweiterter Sofortmaßnahmen zur Lebenserhaltung
- Unterstützung der Einsatzleitung bei der Bewältigung von Atemschutznotfällen

Darüber hinaus übernehmen A.N.T.S-Einheiten oft auch Aufgaben in der Aus- und Fortbildung anderer Einsatzkräfte zum Thema Atemschutznotfallmanagement.

### Ausbildung und Ausrüstung
Mitglieder der A.N.T.S durchlaufen eine spezielle Ausbildung, die deutlich über die übliche Ausbildung zum Atemschutzgeräteträger hinausgeht. Ausbildungsinhalte sind unter anderem:
- Taktiken zur Eigensicherung und Rettung von Kameraden
- Umgang mit Rettungstechniken und speziellen Notfallmitteln
- Navigation unter Nullsichtbedingungen
- Kommunikation und Koordination in Stresssituationen

Zur Ausrüstung der A.N.T.S gehören unter anderem:
- Rettungstrupp-Taschen mit Notfallmaterial
- Ersatz-Atemschutzgeräte und -Masken
- Wärmebildkameras
- Schleifkorbtragen und Fluchthauben

### Verbreitung
Die A.N.T.S hat sich in den letzten Jahren in zahlreichen Städten und Landkreisen Deutschlands etabliert. Zu den bekanntesten Beispielen zählt die Feuerwehr Berlin, die über eigene A.N.T.S-Trupps verfügt. Auch in Nordrhein-Westfalen, Baden-Württemberg, Hessen und Niedersachsen setzen verschiedene Feuerwehren auf dieses Konzept, wobei die organisatorische Einbindung und Ausstattung regional unterschiedlich ausfallen kann.

#### Liste der Feuerwehren mit A.N.T.S
| Feuerwehr                  | Art der Feuerwehr                    | Landkreis            | Bundesland         | A.N.T.S seit | Quelle |
| -------------------------- | ------------------------------------ | -------------------- | ------------------ | ------------ | ------ |
| Feuerwehr Berlin           | Berufsfeuerwehr                      | Berlin               | Berlin             | 2009         | [ 4 ]  |
| Feuerwehr Heilbronn        | Berufsfeuerwehr                      | Stadtkreis Heilbronn | Baden-Württemberg  | 2024         | [ 5 ]  |
| Feuerwehr Langen           | Freiwillige Feuerwehr (mit Hauptamt) | Kreis Offenbach      | Hessen             | 2015         | [ 7 ]  |
| Feuerwehr Rodgau           | Freiwillige Feuerwehr (mit Hauptamt) | Kreis Offenbach      | Hessen             | 2015         | [ 8 ]  |
| Feuerwehr Eislingen        | Freiwillige Feuerwehr (mit Hauptamt) | Kreis Göppingen      | Baden-Württemberg  | 2016         | [ 9 ]  |
| Feuerwehr Rottweil         | Freiwillige Feuerwehr                | Kreis Rottweil       | Baden-Württemberg  |              | [ 10 ] |
| Feuerwehr Heide            | Freiwillige Feuerwehr                | Dithmarschen         | Schleswig-Holstein | 2015         | [ 11 ] |
| Feuerwehr Butzbach         | Freiwillige Feuerwehr                | Wetteraukreis        | Hessen             | 2022         | [ 12 ] |
| Feuerwehr Haigerloch       | Freiwillige Feuerwehr                | Zollernalbkreis      | Baden-Württemberg  | 2021         | [ 13 ] |
| Feuerwehr Gellersen        | Freiwillige Feuerwehr                | Kreis Lüneburg       | Niedersachsen      | 2017         | [ 14 ] |
| Feuerwehr Selters (Taunus) | Freiwillige Feuerwehr                | Limburg-Weilburg     | Hessen             | 2019         | [ 15 ] |
| Feuerwehr Lambrecht        | Freiwillige Feuerwehr                | Bad Dürkheim         | Rheinland-Pfalz    | 2019         | [ 16 ] |

### Bewertung und Bedeutung
Die Einführung der A.N.T.S wird von Experten und Feuerwehrverbänden weitgehend positiv bewertet. Sie stellt eine konsequente Weiterentwicklung der Sicherheit im Atemschutzeinsatz dar und trägt dazu bei, das Risiko für Einsatzkräfte in besonders gefährlichen Lagen zu reduzieren. Gleichzeitig erhöht sie das Bewusstsein für strukturiertes Notfallmanagement innerhalb der Feuerwehren.